# Colton (North Yorkshire)
Colton – wieś i civil parish w Anglii, w North Yorkshire, w dystrykcie (unitary authority) North Yorkshire. W 2011 civil parish liczyła 212 mieszkańców. Colton jest wspomniana w Domesday Book (1086) jako Coletone/Coletune.